# モスラー・ラプター
モスラー・ラプター (Mosler Raptor) は米国でイントルーダーをベースに製造されたスポーツカーである。

## 概要
ラプターはイントルーダーをベースに製造されている。1993年、コンスライアー・インダストリーの自動車部門がモスラーオートモティブとして分離した。分離時に、当時製造されていたコンスライアー GTPが、イントルーダーという名称で4台のみ製造された。4台製造されたイントルーダーのうち2台がラプターへと改造された。
ラプターは空気抵抗軽減のため、フロントウィンドウがV字に変更されている。0-60mph(97km/h)が3.9秒、1/4マイルが12.3秒、最高速度は262km/h(163mph)。
イントルーダーから改造されたラプターのうち、1台はプロトタイプである。プロトタイプのボディカラーはブルー、ボンネットに白字で「MOSLER」、両サイドに同じく白字で「RAPTOR」と入っている。もう1台のボディカラーはシルバーで、文字が赤字に変更されている。ボンネットの文字はフロントバンパーへと移されている。
プロトタイプと形状が異なる点として、サイドミラーの位置、ウインカーランプの位置、固定式リアウィングの有無、フロントバンパー・リアバンパーの形状、サイドエアインテークの有無、などがある。

## 参照
- コンスライアー GTPとは
- モスラー オートモティブ